# 维多利亚-杜梅阿林
维多利亚-杜梅阿林是巴西马拉尼昂州的一个市镇。总面积726.435平方公里，总人口30819人，人口密度42.4人/平方公里。